# Kathedraal van de Heiligste Drievuldigheid (Hamilton)

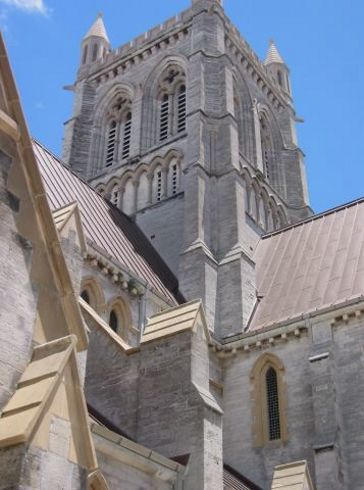
Toren

De Kathedraal van de Heiligste Drievuldigheid (Engels: Cathedral of the Most Holy Trinity, vaak ook aangeduid als Bermuda Cathedral) is een anglicaanse kathedraal aan de Church Street in de Bermudaanse hoofdstad Hamilton.
De kathedraal is vooral gebouwd met Bermudaanse kalksteen, met uitzondering van diverse decoratieve details uit Caensteen uit de streek van de gelijknamige stad in Frankrijk.
Componist S. Drummond Wolff was organist in de kathedraal tussen 1959 tot 1962.

## Geschiedenis
Het oorspronkelijke gebouw werd in Oudengelse stijl ontworpen door de Brit James Cranston in 1844, en de constructie ervan werd afgewerkt in 1869. In 1884 werd deze kerk echter door brand verwoest. De eveneens Britse architect William Hay, die men reeds had geraadpleegd bij de bouw van het eerste gebouw tussen 1848 en 1849 en opnieuw in 1862, werd in 1885 aangesteld om de huidige constructie te ontwerpen in neogotische stijl. Zijn rechterhand George Henderson was daarbij verantwoordelijk voor het oostelijke gedeelte van de kathedraal. Het nieuwe gebouw werd uiteindelijk tussen 1886 en 1905 opgetrokken.